# بنیامینو هیراکس
بنیامینو هیراکس (انگلیسی: Beniamino Iraci؛ زادهٔ ۳ فوریهٔ ۱۹۸۹) بازیکن فوتبال اهل ایتالیا است.
از باشگاه‌هایی که در آن بازی کرده‌است می‌توان به باشگاه فوتبال باری اشاره کرد.